# 궤중미인
《궤중미인》(중국어 간체자: 柜中美人, 정체자: 櫃中美人, 병음: Guì zhōng měi rén 구이중메이런[*])은 중국의 드라마이다.